# جورج ماكنزي براون
جورج ماكنزي براون (بالإنجليزية: George Mackenzie Brown)‏ هو سياسي بريطاني وبريطاني (وحمل سابقاً جنسية المملكة المتحدة لبريطانيا العظمى وأيرلندا)، ولد في 1869، وتوفي في 14 يوليو 1946. حزبياً، نشط في الحزب الليبرالي. وقد في الانتخابات العمومية البريطانية 1900 ‏، انتخب عضو برلمان المملكة المتحدة الـ27 عن دائرة إدنبرة الوسطى ‏ ( – 8 يناير 1906).